# Artilharia de campanha

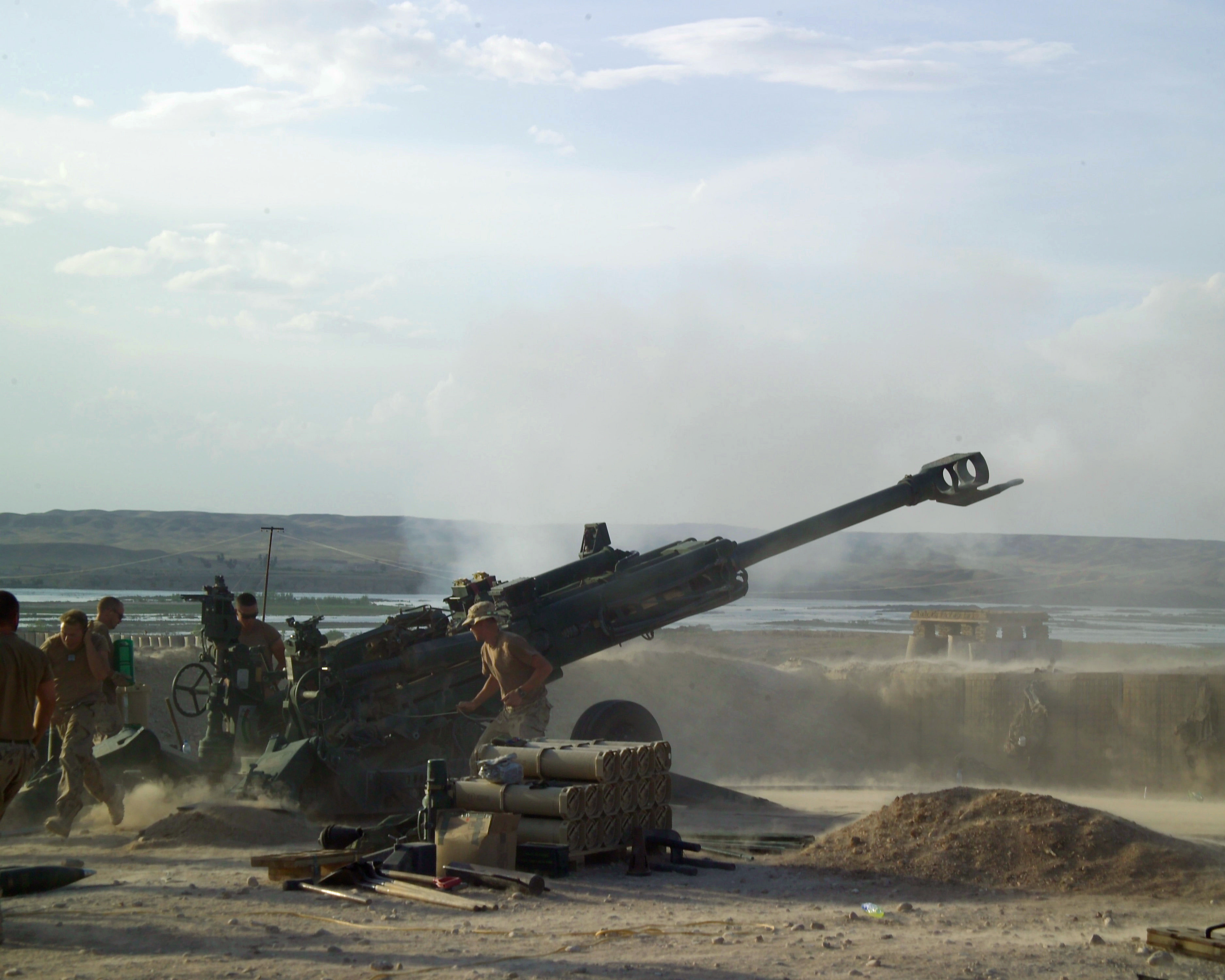
Disparo de um obus de 155 mm M777 da artilharia de campanha do Exército Canadense, no Afeganistão.

A artilharia de campanha é o ramo da artilharia dos exércitos que tem como missão apoiar as forças de manobra (infantaria, cavalaria e carros de combate) pelo fogo, destruindo, neutralizando ou suprimindo os elementos inimigos terrestres que as ameacem. A artilharia de campanha pode ser equipada com peças, obuses, morteiros, foguetes e mísseis, dotados de elevada mobilidade tática de modo a poderem acompanhar, no terreno, as forças de manobra.
Até ao início do século XX, a artilharia de campanha constituía a vertente da artilharia vocacionada para o acompanhamento da infantaria. Como estava, normalmente, equipada com obuses e peças de calibre médio, era também conhecida como "artilharia média". Por outro lado, era também designada "artilharia montada" devido às condições de transporte das suas unidades de tiro, em que as bocas de fogo eram tiradas a cavalo, deslocando-se os seus serventes montados nos reparos e armões das armas. Em alguns exércitos, a artilharia de campanha também incluía a artilharia a cavalo ou artilharia ligeira, de maior mobilidade e vocacionada para o acompanhamento da cavalaria. Já a artilharia pesada e super-pesada, de longo alcance e de mobilidade reduzida - incluindo a artilharia a pé, a artilharia de posição e a artilharia ferroviária - normalmente formava um grupo separado, não integrando a artilharia de campanha, apesar de por vezes apoiar as grandes unidades de manobra sobretudo em operações de sítio.
Hoje em dia, a maioria dos exércitos inclui na sua artilharia de campanha todos os seus elementos de artilharia contra objetivos de superfície, seja qual for o meio de deslocamento, o tipo e a potência das armas. Isso inclui, normalmente, toda a artilharia com exceção da artilharia antiaérea e da artilharia de costa.

## Operações modernas

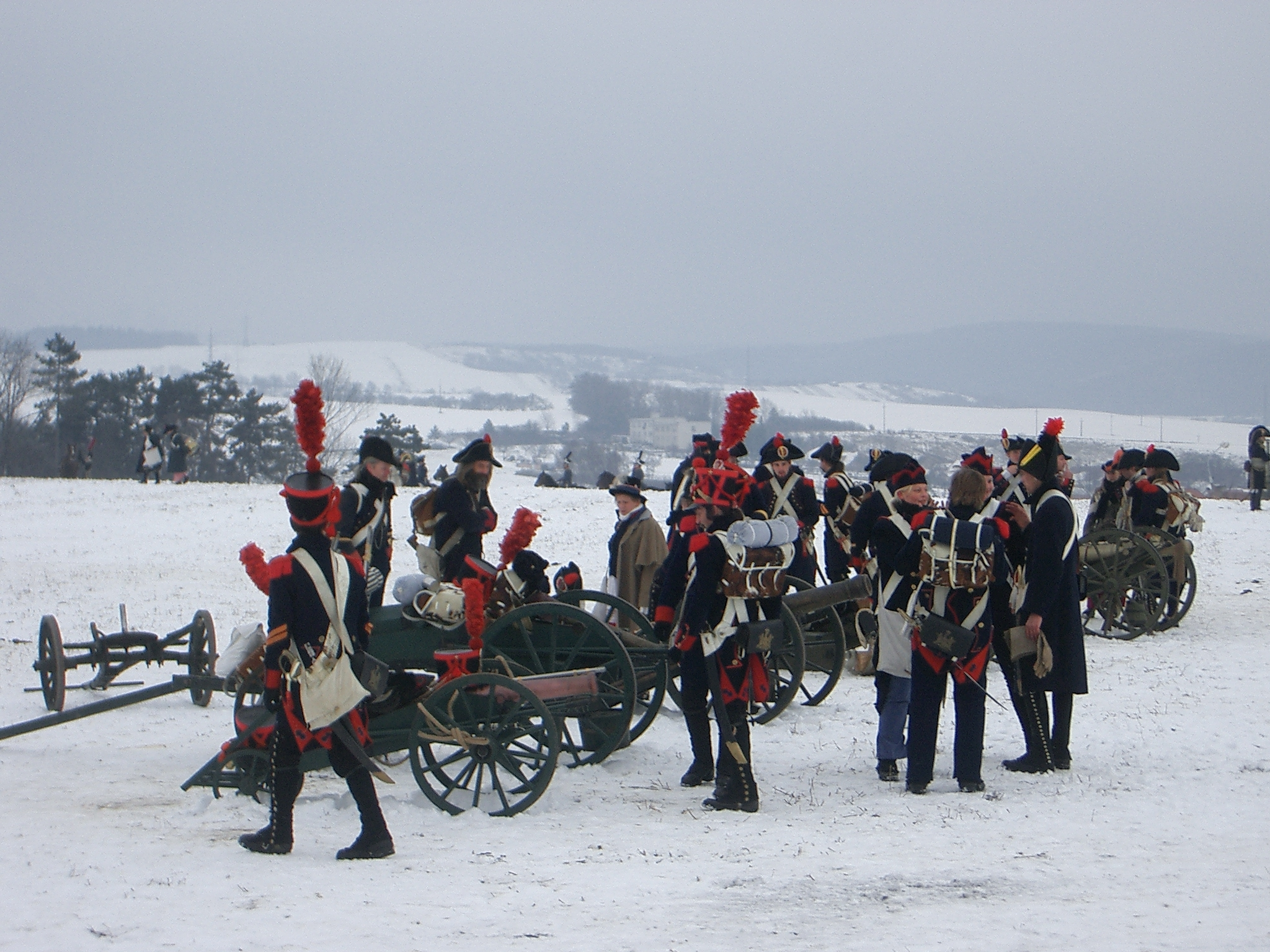
Reencenamento de artilharia de campo do Grande Armée de Napoleão, no começo do século XIX.

A função geral da artilharia de campanha é a de fornecer apoio de fogo às unidades de manobra terrestre.
De acordo com a doutrina da OTAN - seguida pela maioria dos exércitos ocidentais, incluindo os de muitos países que não pertencem à organização - o apoio de fogo consiste na aplicação do fogo, coordenada com a manobra das forças com o fim de destruir, neutralizar ou suprimir o inimigo. O termo "destruir" significa tornar um objetivo permanentemente inoperacional, o "neutralizar" consiste em torná-lo temporariamente inoperacional e o "suprimir" significa degradar significativamente a sua operacionalidade (degradação essa que, normalmente, apenas se mantém durante a duração do fogo). Segundo esta doutrina, a artilharia de campanha seria então uma arma de apoio, ideia que não é seguida, no entanto, seguida por todos os exércitos daquela organização.
Com excepção dos foguetes, todas as armas da artilharia de campanha (peças, obuses e morteiros) são adequadas para fazer fogo de apoio próximo. Contudo, todas elas - inclusive os foguetes -  são adequados para fazer fogo de apoio em profundidade, apesar do limitado alcance dos morteiros os exclua, normalmente, desta função. A sua disposição em termos de controlo e ou seu limitado alcance tornam os morteiros mais adequados à função de apoio direto. As peças e obuses são empregues tanto nesta função como na função de apoio geral. Na maioria dos casos, os foguetes são empregues apenas na função de apoio geral. Alguns foguetes mais ligeiros podem ser empregues em apoio direto.
Os morteiros modernos, devido à sua simplicidade, ao seu baixo peso e ao seu fácil transporte, são normalmente parte integrante das unidades de infantaria, e em alguns exércitos, das unidades de carros de combate e de reconhecimento blindado. Isto significa que não precisam de concentrar fogos sobre objetivos, o que faz com que o seu curto alcance não seja uma desvantagem. Alguns exércitos também consideram o fato dos morteiros serem diretamente controlados pelas unidades de manobra os tornar mais reativos que as armas da artilharia, mas isto tem a ver com a organização do seu controle. Contudo, os morteiros sempre equiparam unidades de artilharia e o que continuará provavelmente a acontecer, mesmo em alguns exércitos mais modernos.

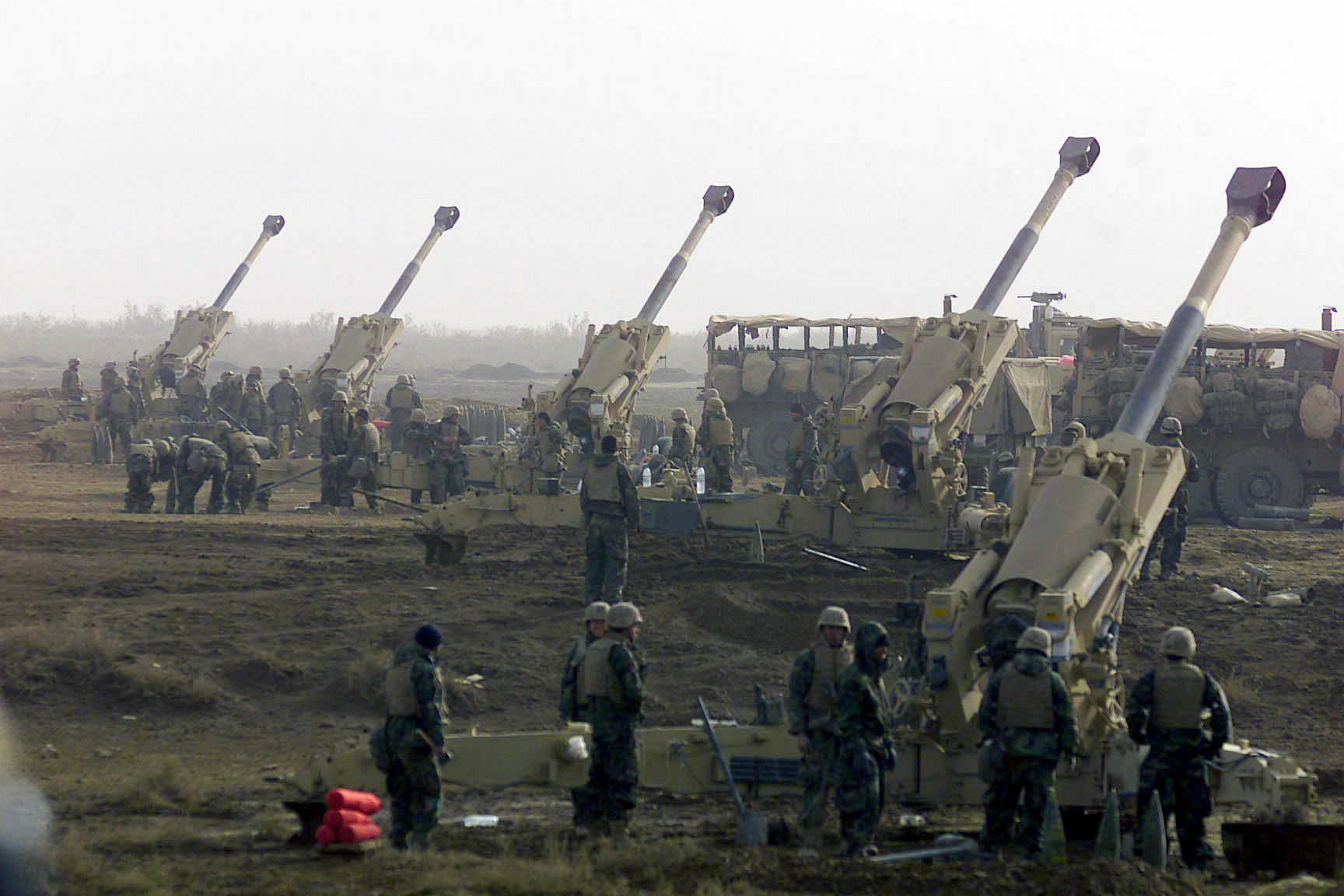
Bateria de obuses de 155 mm M198 da artilharia de campanha dos Marines dos EUA.

Nos exércitos ocidentais, à artilharia de campanha é normalmente atribuída uma missão tática que estabelece a sua relação e responsabilidades para com as grandes e pequenas unidades às quais é atribuída. De acordo com a doutrina da OTAN, as responsabilidades da artilharia para com uma unidade apoiada podem ser de apoio direto, de apoio geral, de apoio geral de reforço e de reforço. Em termos de autoridade, a relação entre a artilharia e uma unidade apoiada pode ser de comando operacional, de controle operacional, de comando tático ou de controle tático. De observar que, mesmo de entre os membros da OTAN, nem todos os exércitos usam a totalidade destes termos.
O apoio direto, segundo a doutrina da OTAN, significa geralmente que a unidade de artilharia que apoia, destaca equipes de observação e ligação para a unidade de manobra apoiada. Tipicamente, um grupo de artilharia de campanha é atribuído a uma brigada, com cada uma das suas baterias a apoiar diretamente cada um dos batalhões de manobra da brigada. Alguns exércitos conseguem isto, colocando cada bateria sob o controle direto do batalhão apoiado. Contudo, o grupo de artilharia de campanha mantém a possibilidade de assumir o controle direto das suas baterias, fazendo com que concentrem todas os seus fogos sobre o mesmo objetivo.

### Aplicação dos fogos
Este assunto pode ser visto a partir de várias perspectivas. A primeira é a noção de que o fogo pode ser feito contra um alvo de oportunidade ou contra um objetivo pré-estabelecido. No último caso, o fogo pode ser por solicitação ou programado. Os objetivos pré-estabelecidos podem fazer parte de um plano de fogos. Os fogos podem ser observados ou não, no primeiro caso podem ser regulados e no segundo terão que ser preditos. No casos dos fogos regulados, a regulação pode ser feita diretamente por um observador avançado ou indiretamente por um outro sistema de aquisição de objetivos.
A doutrina da OTAN também identifica vários tipos de fogos em termos de fins táticos:
1. Fogo de contrabateria: feito com o fim de destruir ou neutralizar a artilharia ou outros meios de apoio de fogo do inimigo;
2. Fogo de contrapreparação: fogo intenso pré-programado, feito quando é previsível um ataque iminente do inimigo;
3. Fogo de cobertura: usado para proteger as tropas amigas quando estão ao alcance das armas ligeiras do inimigo;
4. Fogo defensivo: feito pelas unidades em apoio para assistir e proteger uma unidade apoiada empenhada numa ação defensiva;
5. Fogo final de proteção: barreira de fogo pré-estabelecida, imediatamente disponível, planeada no sentido de impedir os movimentos do inimigo através de linhas ou zonas defensivas;
6. Fogo de flagelação ou de inquietação: constituído por um número aleatório de tiros, disparados a intervalos aleatórios, sem qualquer padrão fixo previsível pelo inimigo. Este tipo de fogo destina-se a embaraçar os movimentos do inimigo e - através da imposição de uma tensão constante, da ameaça de baixas e de o impedir de descontrair ou dormir - diminuir o moral do inimigo;
7. Fogo de interdição: feito sobre um objetivo, com o fim de o interditar o seu uso pelo inimigo;
8. Fogo de preparação: feito antes de um ataque, com o fim de enfraquecer as defesas do inimigo.

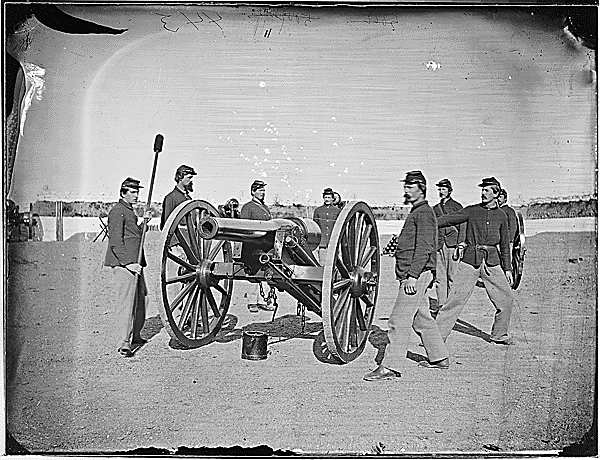
Um canhão de artilharia de campo do período da Guerra Civil Americana.

Em termos gerais, os vários tipos de fogos referidos anteriormente agrupam-se em dois grandes grupos: 
1. Fogos profundos: direcionados contra objetivos situados fora da proximidade das próprias forças, para neutralizar ou destruir as armas e reservadas do inimigo, como para interferir com as capacidades de comando, abastecimento, comunicações e informação do inimigo;
2. Fogos em proximidade: realizados sobre as tropas, armas ou posições inimigas, que, pela sua proximidade, sejam uma ameaça imediata e séria para as forças amigas.

### Análise do objetivo
Na artilharia, a análise do objetivo - também conhecida por "targeting" (do inglês "target", significando "alvo" ou "objetivo") - é o processo de selecionar objetivos a bater e fazer-lhes corresponder as respostas adequadas, tendo em conta os requisitos e as capacidades operacionais. Requer considerações sobre o tipo de apoio de fogo requerido e a coordenação com a arma apoiada.
A análise do objetivo envolve a tomada de decisões sobre:
1. Qual o feito desejado (destruição, neutralização ou supressão);
2. A proximidade e os riscos para as tropas amigas e não combatentes;
3. Os tipos e a quantidade de munições e respetivas espoletas a serem empregues;
4. Quando e durante quanto tempo devem ser batidos os objetivos;
5. Quais os métodos a serem empreguados;
6. Quantas unidades de tiro serão necessárias e quais as que deverão ser empenhadas, entre as disponíveis.

O processo de análise do objetivo é o aspeto chave do controle de tiro tático. Dependendo das circunstâncias e dos procedimentos internos de cada exército, pode ser um processo centralizado ou descentralizado. Nos exércitos que praticam o controle de tiro a partir da frente, a maioria do processo de targeting pode ser realizado por um observador avançado ou por outro elemento de aquisição de objetivos. Este caso aplica-se sobretudo a pequenos objetivos que necessitam de poucas unidades de tiro para serem abatidos. Os níveis de formalidade ou de informalidade do processo, de uso de sistemas informáticos, de uso de normas documentadas, da base na experiência ou no julgamento também variam bastante conforme os exércitos e as circunstâncias.

### Fogo de contrabateria
A realização de fogo de contrabateria é uma das principais missões atribuídas à artilharia e consiste em bater os elementos de tiro da artilharia inimiga. Tipicamente, a artilharia inimiga seria detectada quando abre fogo e a missão de contrabateria deve ser executada ou o mais rapidamente possível antes que ela suspenda o fogo e mude de posição.
Originalmente, o fogo de contrabateria apoiava-se nos observadores de artilharia, colocados no solo ou no ar, que assinalavam a origem dos fogos da artilharia inimiga (através da observação das chamas das bocas, dos fumos e mesmo das bocas de fogo) e calculavam as soluções de tiro para contra-atacar. A observação de artilharia, bem como o reconhecimento, constituía uma das principais missões das aeronaves quando as mesmas começaram a ser usadas para fins militares. O moderno fogo de contrabateria baseia-se em radares de contrabateria, que calculam a origem dos projéteis de artilharia inimigas, com grande precisão e com grande rapidez. Aliás, a rapidez é tão grande, que o fogo de resposta pode por vezes ser iniciado ainda antes da queda dos últimos projéteis inimigos.
O desenvolvimento da capacidade de execução de um fogo de contrabateria rápido e preciso, tem levado ao desenvolvimento do conceito do "atira e foge" e à focalização no desenvolvimento de sistemas de armas de artilharia de alta mobilidade. Tipicamente, estes sistemas consistem em obuses autopropulsados como o M109 Paladin, o G6 e o 2S1 Gvodika ou em sistemas de lançamento múltiplo de foguetes como os Katyusha e o M270 MLRS. O objetivo é que estes sistemas tenham a capacidade de disparar e então mudar rapidamente de posição ocupada antes que o fogo de contrabateria possa atingir a posição original.
A tarefa de destruir as baterias de artilharia inimigas também pode ser atribuída aos helicópteros e aviões de ataque ao solo. No entanto, a não ser que aquelas aeronaves estejam em patrulha sobre os objetivos, não são suficientemente rápidas a reagir para evitarem que as forças amigas sejam atingidas. Mais frequentemente, o fogo de contrabateria a partir da superfície teria a função de suprimir a artilharia inimiga e de a obrigar a mover-se, enquanto que as aeronaves, a seguir, lançariam um ataque ao solo para destruir o restante da artilharia inimiga.

### Unidade tática de artilharia de campanha

Militares americanos disparando um Canhão modelo 75. Esta arma é considerada a pioneira em seu tipo na moderna artilharia de campo.

Uma moderna unidade tática de artilharia de campanha é composta por três elementos principais: o observador avançado, a central de direção de tiro e as próprias unidades de tiro.
O observador avançado é responsável pela observação do objetivo - usando meios como binóculos, telémetros e designadores laser - e solicitar a execução de fogos sobre o mesmo - via rádio - e enviar os dados sobre o objetivo - via rádio ou por via informática, normalmente através de transmissões encriptadas e com salto de frequência. O observador avançado pode comunicar diretamente com a central de tiro de cada bateria de quatro a oito armas. Em alternativa, os vários observadores avançados comunicam com a central de tiro de uma unidade de escalão superior (como o grupo de artilharia) que prioriza os diversos objetivos e aloca as diversas baterias aos mesmos, de acordo com o necessário para  empenhar os objetivos que foram assinalados pelos observadores ou cujo empenhamento estava pré-planejado.
A central de direção de tiro de cada bateria computa os dados de tiro, a munição a ser empregue, as cargas a utilizar, a direção do objetivo, a elevação, qual a arma a disparar tiros de regulação e a quantidade de munições a serem disparadas contra o objetivo. Tradicionalmente, estes dados são transmitidos através de comunicações com ou sem fios, como uma ordem de alerta às armas, seguida de ordens a especificar os tipos de munição e de espoleta, a direção e a elevação necessárias para atingir o objetivo, bem como o método de ajustamento ou ordens de fogo para efeito. Contudo, nas unidades de artilharia mais avançadas, estes dados são transmitidos via ligação rádio digital.
Além das unidades de tiro - cada qual correspondendo a um sistema de armas individual e respetiva guarnição - outros componentes de uma moderna unidade de artilharia podem ser o elemento de meteorologia - usado na determinação dos fatores metrológicos que interferem no tiro: temperatura, humidade, pressão atmosférica, direção e velocidade do vento -, o elemento de topografia - para determinação do posicionamento das unidades de tiro e dos objetivos - e o elemento de radar - usado para localização da origem do fogo de armas pesadas do inimigo, para determinação do ponto exato a ser batido e para regulação do tiro, através da determinação do local real de queda dos projéteis com aquele que foi calculado inicialmente.

## Batalhas
Algumas importantes batalhas onde a artilharia de campanha teve papel decisivo foram, por exemplo:
- Primeira batalha de Panipat
- Batalha de Malvern Hill
- Batalha do Somme
- Batalha de Vimy Ridge
- Terceira Batalha de Ypres
- Batalha de Tali-Ihantala
- Batalha de Dien Bien Phu